# Nashotah
Nashotah est un village du comté de Waukesha, dans l'État du Wisconsin, aux États-Unis. En 2020, il comptait une population de 1 321 habitants.